# Wilhelm Andersson i Resebo
August Wilhelm Andersson i riksdagen kallad Andersson i Resebo, född 28 maj 1865 i Madesjö församling, Kalmar län, död där 23 februari 1961, var en svensk lantbrukare och riksdagsman.
Wilhelm Andersson var son till en lantbrukare, och ägare till lantbruket Resebo i Madesjö socken. Han var mellan 1909 och 1939 landstingsman i  Kalmar läns södra landsting. Han var 1909–1911 och 1914(B)–1916 ledamot av riksdagens andra kammare, den första mandatperioden invald i Södra Möre domsagas västra valkrets, senare invald i Kalmar läns södra valkrets. I riksdagen tillhörde Lundell först Lantmannapartiet och senare det i januari 1912 av detta och Nationella framstegspartiet bildade Lantmanna- och borgarpartiet.